# دیمین مگی
دیمین مگی (انگلیسی: Damien Magee؛ زادهٔ ۱۷ نوامبر ۱۹۴۵ در بلفاست) رانندهٔ سابق مسابقات اتومبیل‌رانی فرمول یک اهل بریتانیا است که از فصل ۱۹۷۵ تا ۱۹۷۶ در مجموع در دو گراند پری شرکت کرد، اما موفق به کسب هیچ امتیازی نشد. ورودی‌های او ۲ بوده که از دو، یک شروع داشته‌است. اولین ورود وی در سوئد و در سال ۱۹۷۵ بوده و آخرین ورود جایزه بزرگ فرانسه در سال ۱۹۷۶ بوده‌است.